# Anthaxia doukamensis
Anthaxia doukamensis es una especie de escarabajo del género Anthaxia, familia Buprestidae. Fue descrita científicamente por Théry en 1937.